# Liste der Biografien/Reif
Liste der Biografien |
Portal Biografien |
Personensuche
# |
A |
B |
C |
D |
E |
F |
G |
H |
I |
J |
K |
L |
M |
N |
O |
P |
Q |
R |
S |
T |
U |
V |
W |
X |
Y |
Z |
?
 
Ra |
Rb |
Rd |
Re |
Rh |
Ri |
Rj |
Rk |
Rl |
Rm |
Rn |
Ro |
Rr |
Rs |
Rt |
Ru |
Rv |
Rw |
Rx |
Ry |
Rz
 
Rea |
Reb |
Rec |
Red |
Ree |
Ref |
Reg |
Reh |
Rei |
Rej |
Rek |
Rel |
Rem |
Ren |
Reo |
Rep |
Req |
Rer |
Res |
Ret |
Reu |
Rev |
Rew |
Rex |
Rey |
Rez
 
Reib |
Reic |
Reid |
Reie |
Reif |
Reig |
Reih |
Reij |
Reik |
Reil |
Reim |
Rein |
Reip |
Reir |
Reis |
Reit |
Reiv |
Reiw |
Reix |
Reiz
Die Liste der Biografien führt alle Personen auf, die in der deutschsprachigen Wikipedia einen Artikel haben. Dieses ist eine Teilliste mit 117 Einträgen von Personen, deren Namen mit den Buchstaben „Reif“ beginnt.

## Reif
- Reif, Adelbert (1936–2013), deutscher Journalist und Publizist
- Reif, Aemilian (1741–1790), deutscher Benediktiner, Theologe und Hochschullehrer
- Reif, Albert (* 1951), deutscher Vegetationsökologe und Hochschulprofessor
- Reif, Andreas (* 1971), deutscher PsychiaterAndreas Reif (* 1971)

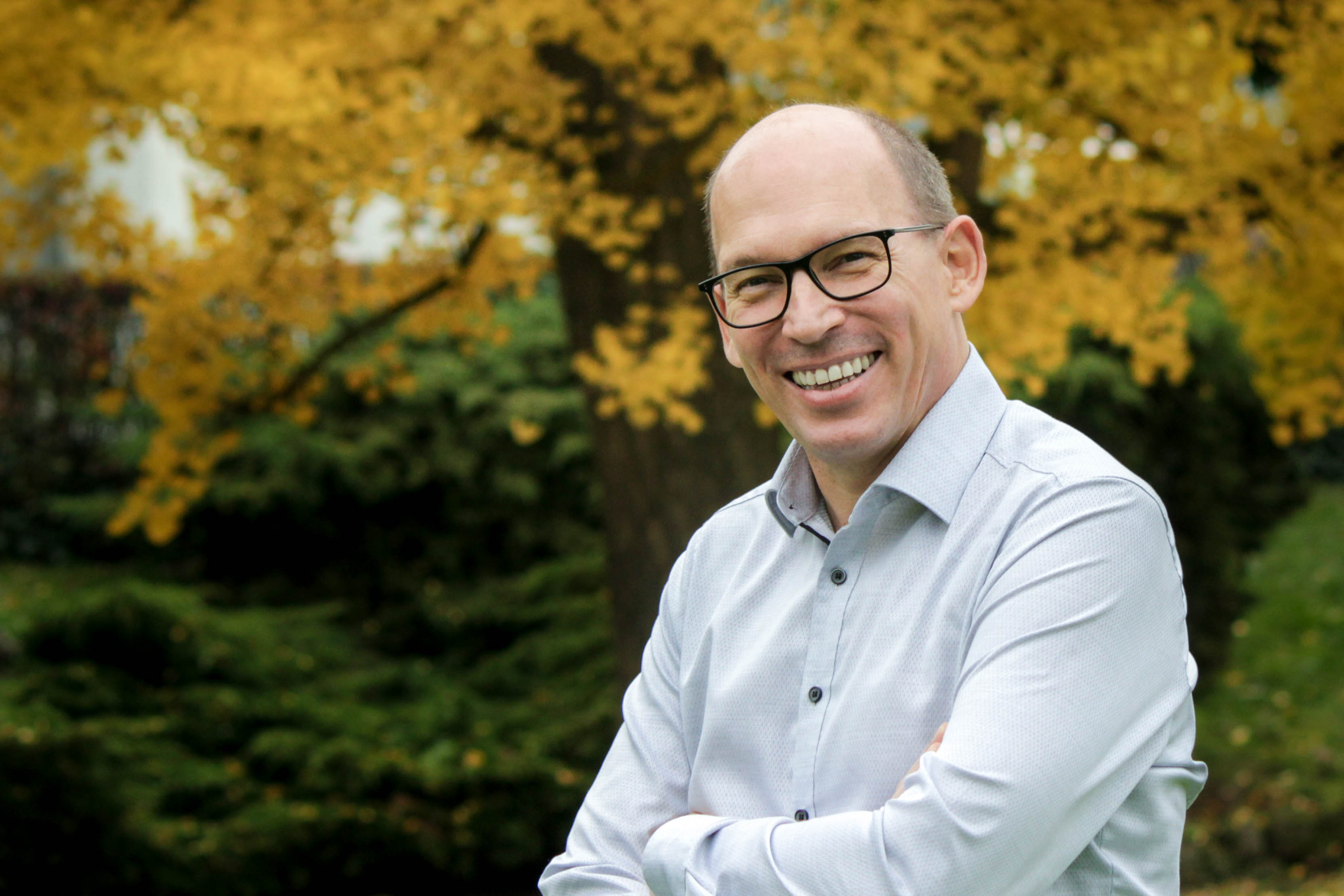
Andreas Reif (* 1971)

- Reif, Christian (* 1984), deutscher Leichtathlet (Weitspringer)
- Reif, Clemens (* 1949), deutscher Unternehmer und Politiker (CDU), MdL
- Reif, Emil (* 1998), dänischer E-Sportler
- Reif, Georg (1881–1932), deutscher Bankenjurist
- Reif, Georg (1946–1999), deutscher Aquarellmaler und Illustrator
- Reif, Guido (1902–1953), deutscher Dramaturg, Spielleiter und Autor
- Reif, Hannah (* 1999), deutsche Ruderin
- Reif, Hans (1899–1984), deutscher Politiker (FDP), MdA
- Reif, Hans-Werner (* 1964), deutscher Fußballspieler
- Reif, Heinrich (1881–1954), deutscher Brauerei- und Gutsbesitzer
- Reif, Heinz (* 1941), deutscher Historiker
- Reif, Irene (1931–2000), deutsche Schriftstellerin
- Reif, Johann (1887–1949), österreichischer Politiker (SPÖ), Landtagsabgeordneter
- Reif, Josef (1866–1933), deutscher Verbandsfunktionär
- Reif, Josef (* 1980), österreichischer Hornist
- Reif, Konrad (1887–1963), österreichischer Politiker (SDAP), Landtagsabgeordneter
- Reif, Konrad (* 1967), deutscher Ingenieurwissenschaftler und Hochschullehrer
- Reif, L. Rafael (* 1950), US-amerikanischer Elektroingenieur, Präsident des MIT
- Reif, Marcel (* 1949), Schweizer Fernsehjournalist und Sportkommentator
- Reif, Michael, deutscher Chorleiter und Hochschullehrer
- Reif, Pamela (* 1996), deutsche Webvideoproduzentin und InfluencerinPamela Reif (* 1996)

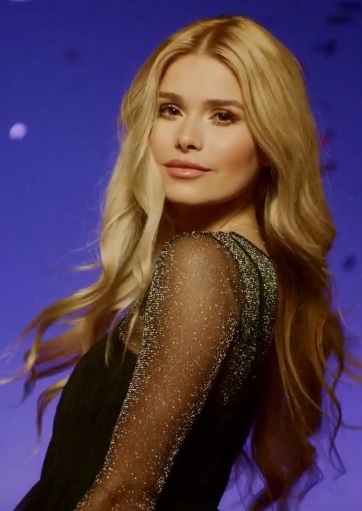
Pamela Reif (* 1996)

- Reif, Peter (* 1950), österreichischer Rallye-Raid-Fahrer
- Reif, Renate (* 1961), österreichische Alttestamentlerin und Hochschullehrerin
- Reif, Robert (* 1987), österreichischer Politiker (NEOS), Landtagsabgeordneter in der Steiermark
- Reif, Sepp (1937–2023), deutscher Eishockeyspieler
- Reif, Taryn (* 1976), US-amerikanische Schauspielerin
- Reif, Thomas (* 1971), deutscher Fußballspieler
- Reif, Wolf-Ernst (1945–2009), deutscher Paläontologe
- Reif-Gintl, Heinrich (1900–1974), österreichischer Theaterintendant

### Reifa
- Reifart, Nicolaus (* 1949), deutscher Kardiologe
- Reifarth, Gert (* 1968), deutscher Literatur- und Kulturwissenschaftler sowie Theatermacher

### Reife
- Reifegerste, Doreen (* 1979), deutsche Kommunikationswissenschaftlerin und Hochschullehrerin
- Reifel, Ben (1906–1990), US-amerikanischer Politiker
- Reifeltshammer, Raphael (* 1987), österreichischer Fußballspieler
- Reifeltshammer, Thomas (* 1988), österreichischer Fußballspieler
- Reifenberg, Adèle (1893–1986), deutsch-englische Malerin
- Reifenberg, Adolf (1899–1953), israelischer Numismatiker und Bodenkundler
- Reifenberg, Benno (1892–1970), deutscher Journalist, Schriftsteller und Publizist
- Reifenberg, Bernd (* 1955), deutscher Germanist und Bibliothekar
- Reifenberg, Ernst Robert (1928–1964), britischer Mathematiker
- Reifenberg, Frank Maria (* 1962), deutscher Schriftsteller, Sprecher
- Reifenberg, Heinz (1894–1968), deutscher Architekt
- Reifenberg, Hermann (1928–2022), deutscher katholischer Theologe und Liturgiewissenschaftler
- Reifenberg, Jan (1923–2014), deutscher Journalist
- Reifenberg, Justus († 1631), deutscher Rechtswissenschaftler und Hochschullehrer
- Reifenberg, Peter (* 1956), deutscher römisch-katholischer Theologe
- Reifenberger, Volker (* 1979), österreichischer Politiker (FPÖ), Abgeordneter zum Nationalrat
- Reifenrath, Bruno H. (1936–2015), deutscher Pädagoge
- Reifenrath, Roderich (* 1935), deutscher Journalist
- Reifenscheid, Beate (* 1961), deutsche Kunsthistorikerin, Direktorin des Ludwig Museum Koblenz
- Reifer, Nicholas (* 1990), barbadischer Badmintonspieler
- Reifert, Chris (* 1969), US-amerikanischer Schlagzeuger und Sänger
- Reifert, Clemens (1807–1878), deutscher Unternehmer, Mitglied der kurhessischen Ständeversammlung

### Reiff
- Reiff, Christiane (* 1952), deutsche Schauspielerin
- Reiff, Elisabeth (1911–1993), deutsche Kunsthistorikerin
- Reiff, Ferdinand (1897–1991), deutscher Chemiker und Hochschullehrer
- Reiff, Franz (1835–1902), deutscher Bildnis- und Historienmaler
- Reiff, Franz Ludwig (1856–1937), deutscher Reichsgerichtsrat
- Reiff, Fritz (1888–1953), deutscher Schauspieler bei Bühne und Film
- Reiff, Gaston (1921–1992), belgischer Leichtathlet
- Reiff, Heiner, deutscher Komödiant, Musiker und Produzent
- Reiff, Jacob (1771–1848), Kaufmann, Stadtrat und preußischer Landrat
- Reiff, Jakob Friedrich (1810–1879), deutscher Philosoph; Rektor in Tübingen
- Reiff, Johann Joseph (1793–1864), deutscher Schriftsteller und Beamter
- Reiff, Karl Philipp (1796–1872), Schweizer Übersetzer, Grammatiker und Hauslehrer
- Reiff, Marion (* 1979), österreichische Wasserspringerin
- Reiff, Peter (* 1957), deutscher Rechtswissenschaftler
- Reiff, Richard (1855–1908), deutscher Physiker und Mathematikhistoriker
- Reiff, Riley (* 1988), US-amerikanischer American-Football-Spieler
- Reiff, Rudolf (1901–1961), deutscher Schauspieler
- Reiff, Wilhelm Joseph (* 1822), deutscher Schreiber, Mitglied im Bund der Kommunisten
- Reiff, Winfried (1930–2014), deutscher Geologe
- Reiff-Stephan, Jörg (* 1971), deutscher Ingenieur, Unternehmer und Hochschulprofessor
- Reiffel, Georg (1829–1901), bayerischer Abgeordneter und Landgerichtsdirektor
- Reiffen, Hannelotte (1906–1985), deutsche evangelische Theologin
- Reiffen, Hans-Jörg (1936–2012), deutscher Mathematiker
- Reiffenberg, Frédéric de (1795–1850), belgischer Polygraf, Historiker, Bibliothekar, Romanist und Mediävist
- Reiffenberg, Johann Philipp von (1645–1722), Altertumswissenschaftler, Oberamtmann
- Reiffenberg, Philipp Ludwig von (1617–1686), Kleriker, erster Erfurter Statthalter
- Reiffenstein, Bruno (1868–1951), österreichischer Fotograf und Fotoverleger
- Reiffenstein, Carl Theodor (1820–1893), deutscher Architektur- und Landschaftsmaler
- Reiffenstein, George (1883–1932), kanadischer Ruderer
- Reiffenstein, Ingo (1928–2023), österreichischer Altgermanist, Mundart- und Namenforscher
- Reiffenstein, Johann († 1528), deutscher Humanist
- Reiffenstein, Johann Friedrich (1719–1793), deutscher Maler, Altertumsforscher und Kunstagent, sowie Cicerone für Reisende
- Reiffenstein, Johann Wilhelm († 1575), deutscher Humanist
- Reiffenstein, Leo (1856–1924), österreichischer Historien- und Porträtmaler
- Reiffenstein, Wilhelm († 1538), deutscher Humanist
- Reiffenstuel, Anaklet (1642–1703), deutscher Kanonist und Moraltheologe
- Reiffenstuel, Anke (* 1968), deutsche Diplomatin
- Reiffenstuel, Franz Michael (1804–1871), Zimmerermeister, Baumeister und Hofschreiner
- Reiffenstuel, Hanns (1548–1620), deutscher Hofbaumeister (genauer Hofbrunnen- und Zimmermeister)
- Reiffenstuel, Hans (1894–1980), deutscher gegenständlicher Maler
- Reiffenstuel, Michael (* 1964), deutscher DiplomatMichael Reiffenstuel (* 1964)

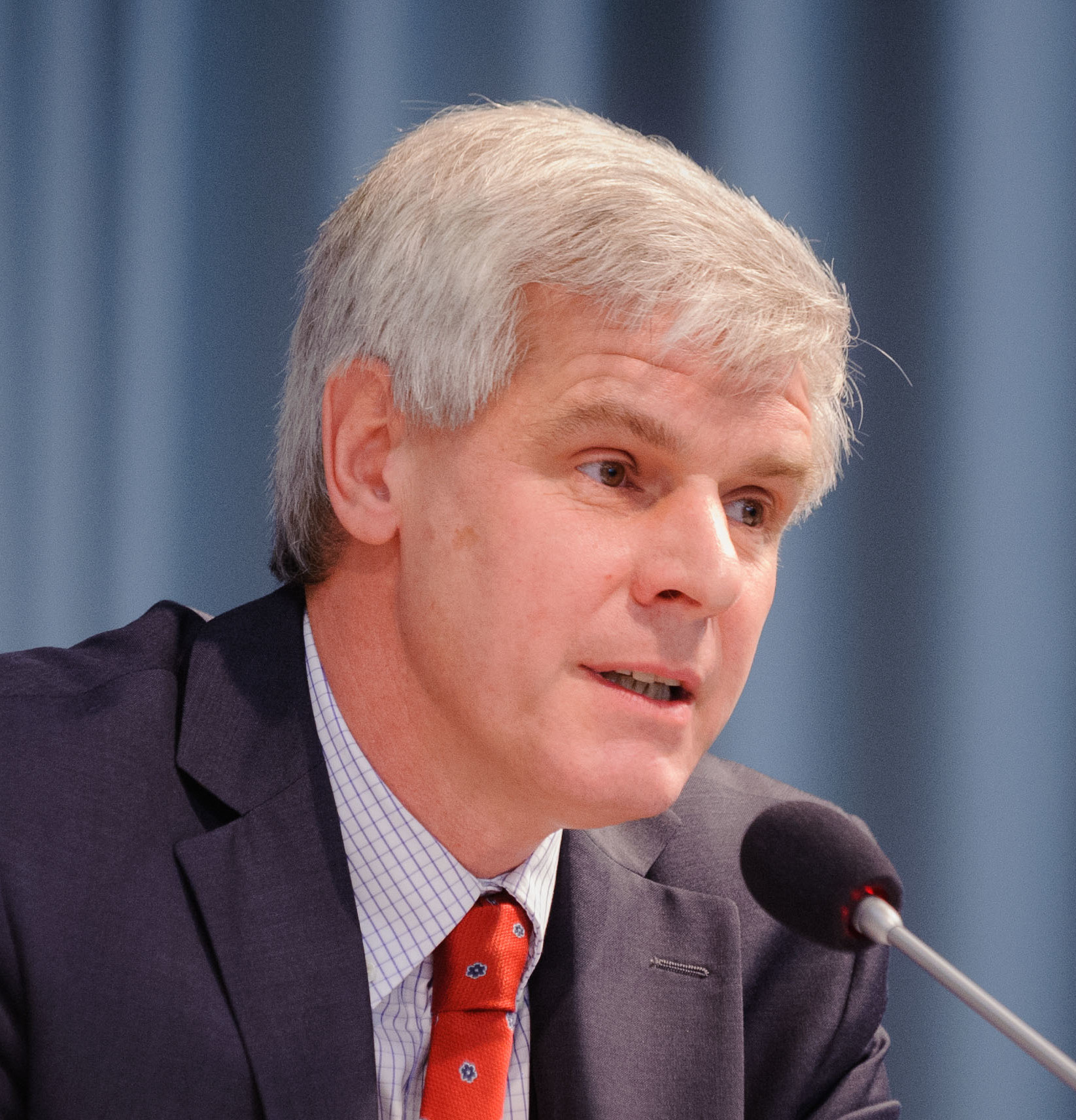
Michael Reiffenstuel (* 1964)

- Reiffenstuel, Simon (1574–1620), bayerischer Hofbaumeister
- Reiffenstuell, Ignaz (1664–1720), österreichischer Jesuit
- Reiffenstuhl, Anton (1786–1848), österreichischer Landschaftsmaler
- Reifferscheid, Alexander (1847–1909), deutscher Literaturwissenschaftler und Germanist
- Reifferscheid, August (1835–1887), deutscher Philologe
- Reifferscheid, Hans (1901–1982), deutscher Landschafts- und Figurenmaler
- Reifferscheid, Heinrich (1872–1945), deutscher Maler und Radierer
- Reifferscheid, Heinrich (1884–1945), deutscher Kunsthistoriker
- Reifferscheid, Karl (1874–1926), deutscher Gynäkologe
- Reifferscheid, Martin (1917–1993), deutscher Chirurg und Hochschullehrer
- Reifferscheidt, Adolph (1904–1963), deutscher Diplomat

### Reifl
- Reifler, Erwin (1903–1965), US-amerikanischer Sinologe und Sprachwissenschaftler österreichischer Abstammung
- Reifler, Hans Ulrich (* 1949), Schweizer evangelischer Theologe, Missiologe und Autor

### Reifm
- Reifmüller, Franz (1861–1940), österreichischer Politiker (SdP), Abgeordneter zum Nationalrat

### Reifn
- Reifner, Udo (* 1948), deutscher Verbraucherrechtler

### Reifs
- Reifschneider, Bettina (* 1974), österreichische Schauspielerin, Sängerin und Musicaldarstellerin
- Reifschneider, Felix (* 1978), deutscher Politiker (FDP), MdA
- Reifsnider, Lyle B. (1901–1980), US-amerikanischer Szenenbildner
- Reifsnyder, Timothy (* 1986), US-amerikanischer Schauspieler